# Assur-nasirpal I.
Aššur-nâṣir-apli I. bzw. Aššur-nāṣir-pal I. (auch: Assur-nasir-pal I.) regierte als assyrischer König von 1050 bis 1031 v. Chr. und war als Sohn des Šamši-Adad IV. Begründer der 7. assyrischen Dynastie. Sein Name bedeutet: Aššur schützt seinen Sohn.
Assyrien litt unter den Nachwirkungen der militärischen Expansionen von Tiglat-Pileser I. und war zu Beginn der Regierung durch Hungersnöte und Angriffe der Nachbarländer in einer schwierigen Lage. Zusätzlich strömten Nomaden aus den westlichen Regionen über die Grenzen.